# ガザの戦闘 (2007年)
ガザの戦闘（ガザのせんとう）は、2007年にパレスチナ自治区のガザ地区で発生したファタハとハマースによる戦闘である。

## 概要
パレスチナ自治政府の2大勢力であるファタハとハマースは、政権運営の対立により各地で散発的な戦闘を行ってきたが、2007年6月にハマースがファタハの治安機関を制圧し、ガザ地区において統治体制が確立したことで自治政府が分裂する事態となった。

## 経過
2006年の立法評議会議員選挙後のハマース内閣の成立後、ハマースの対イスラエル政策に反発するイスラエルや欧米諸国による経済封鎖により、自治区内の不満は高まり、各地でハマースとファタハ間の戦闘が発生した。
自治政府大統領のマフムード・アッバースは内閣を解散し非常事態を宣言するが、首相のイスマーイール・ハニーヤは拒否し内閣の存続を表明した。ファタハの武装組織はガザから撤退したことでファタハの影響力はガザ地区に及ばなくなったことから、ハニーヤ内閣はガザ地区でそのまま統治することとなった。